# Dobó Katalin Gimnázium
A Dobó Katalin Gimnázium Esztergom öt- és nyolcévfolyamos képzést nyújtó középiskolája. Az iskola címe Esztergom, Bánomi út 8. 2007-től átmenetileg itt működik a Helischer József Városi Könyvtár felnőtt részlege is, amíg annak végleges elhelyezése meg nem oldódik. Az iskola saját könyvtárában több mint 20 ezer kötet kapott helyet.

## Története

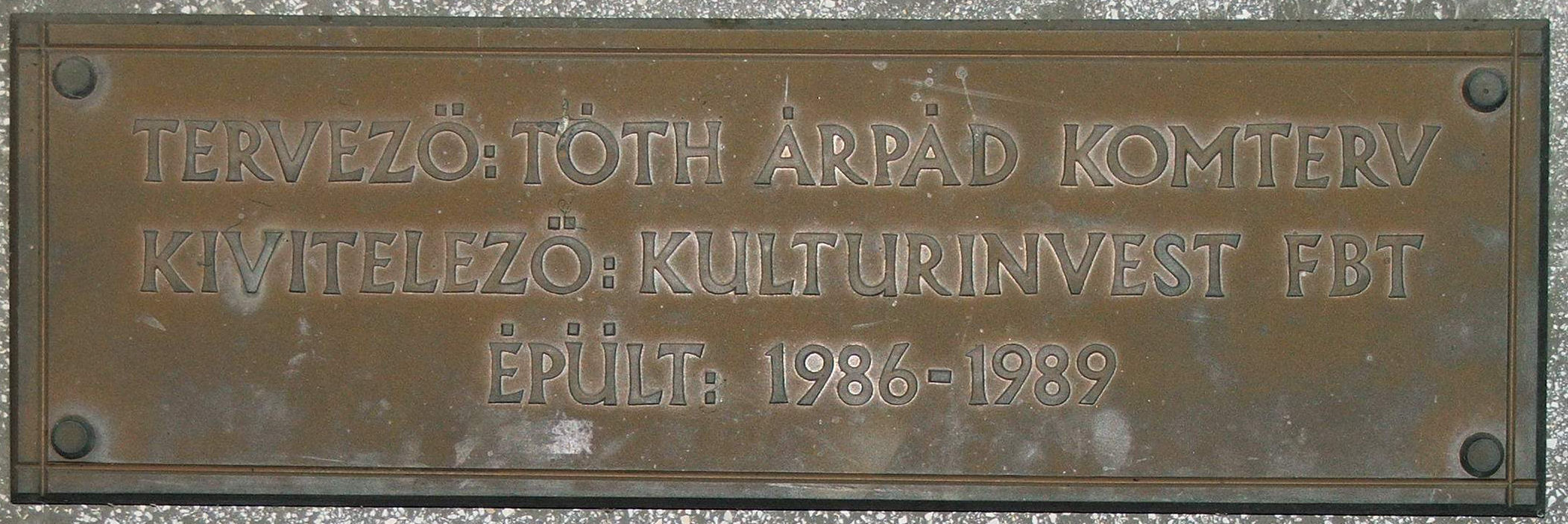
Emléktábla a főbejárat mellett

A gimnázium jogelődje az Érseki Boldog Margit Leánygimnázium, mely 1930-ban nyitotta meg kapuit mint nyolc évfolyamos gimnázium. A négy évfolyamos képzés 1948-ban, az államosítást követően leváltotta a hagyományos, nyolcosztályos képzést. 1951-ben vette fel az Állami Dobó Katalin Leánygimnázium nevet. Az 1962-es tanévtől már fiú tanulók is járhattak az iskolába, később megindultak a szakközépiskolai osztályok is. 1964-től 1970-ig kereskedelmi és mezőgazdasági, 1970-től mezőgazdasági, valamint egészségügyi szakmai képzés folyt. 1988-ban újra tiszta profilúvá vált a gimnázium. Az 1989-es tanévben vált ki belőle az Egészségügyi Szakközépiskola (a mai Árpád-házi Szent Erzsébet Iskola). A Dobó 1989. szeptember 3-án költözött jelenlegi 5778 m²-es, Bánomi úti épületébe. 1994-ben indult újra a nyolc évfolyamos oktatás. 1996-ban a város költségvetési kényszerből megyei fenntartásba adta a gimnáziumot, majd 2007-ben visszavette. 2007-ben a városi könyvtár felnőtt részlege a Dobóba, a gyermek részleg a szomszédos József Attila Általános Iskolába költözött. A városi könyvtár addig marad a gimnáziummal egy fedél alatt, amíg végleges elhelyezése nem oldódik meg a Bottyán János utcában.
Az iskola 2012-ben önkormányzati fenntartásból állami fenntartásba került a város anyagi helyzete miatt.